# Hyophorbe indica
Hyophorbe indica är en enhjärtbladig växtart som beskrevs av Joseph Gaertner. Hyophorbe indica ingår i släktet Hyophorbe och familjen Arecaceae. IUCN kategoriserar arten globalt som starkt hotad.
Artens utbredningsområde är Réunion. Inga underarter finns listade i Catalogue of Life.

## Bildgalleri

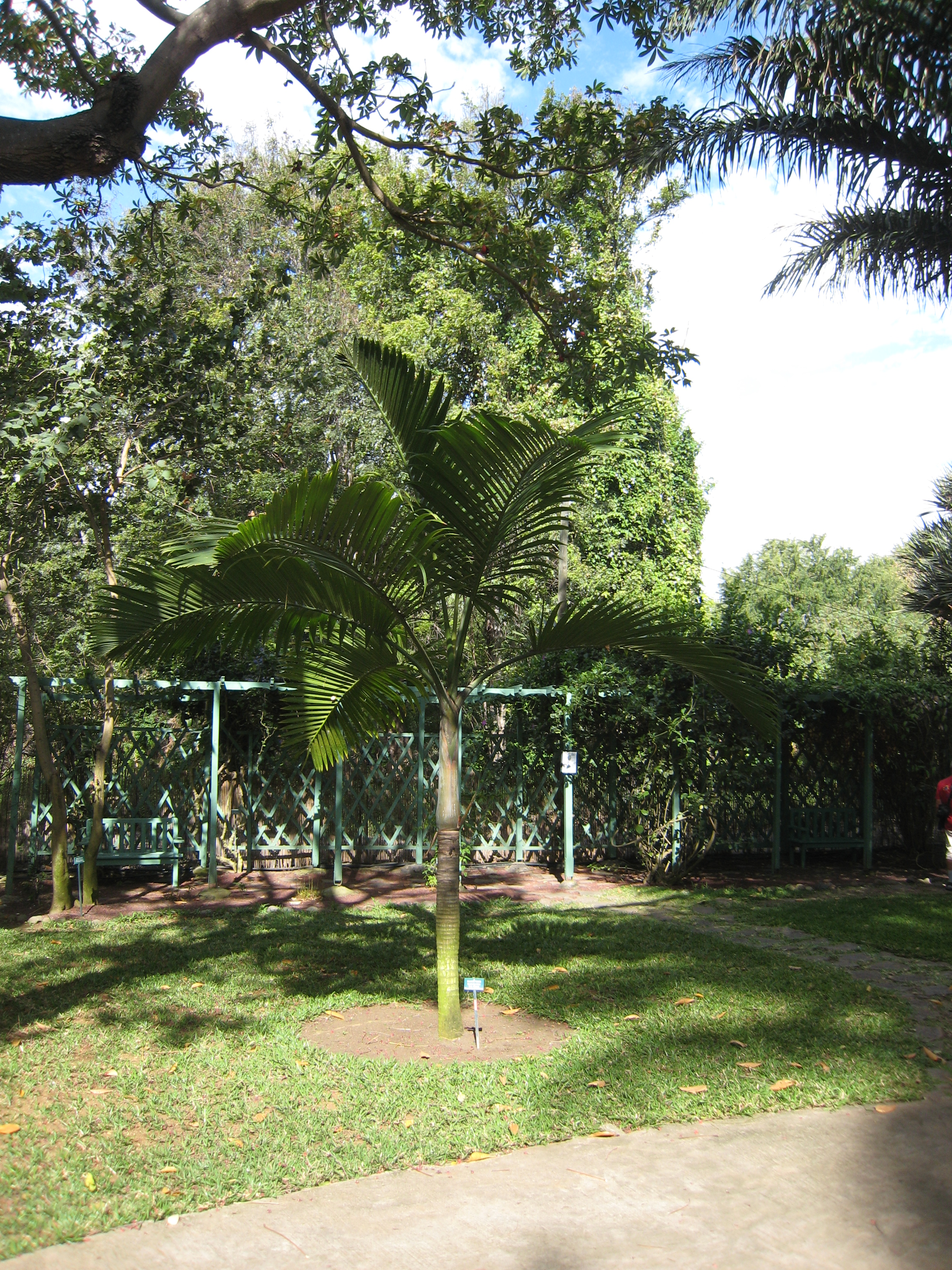
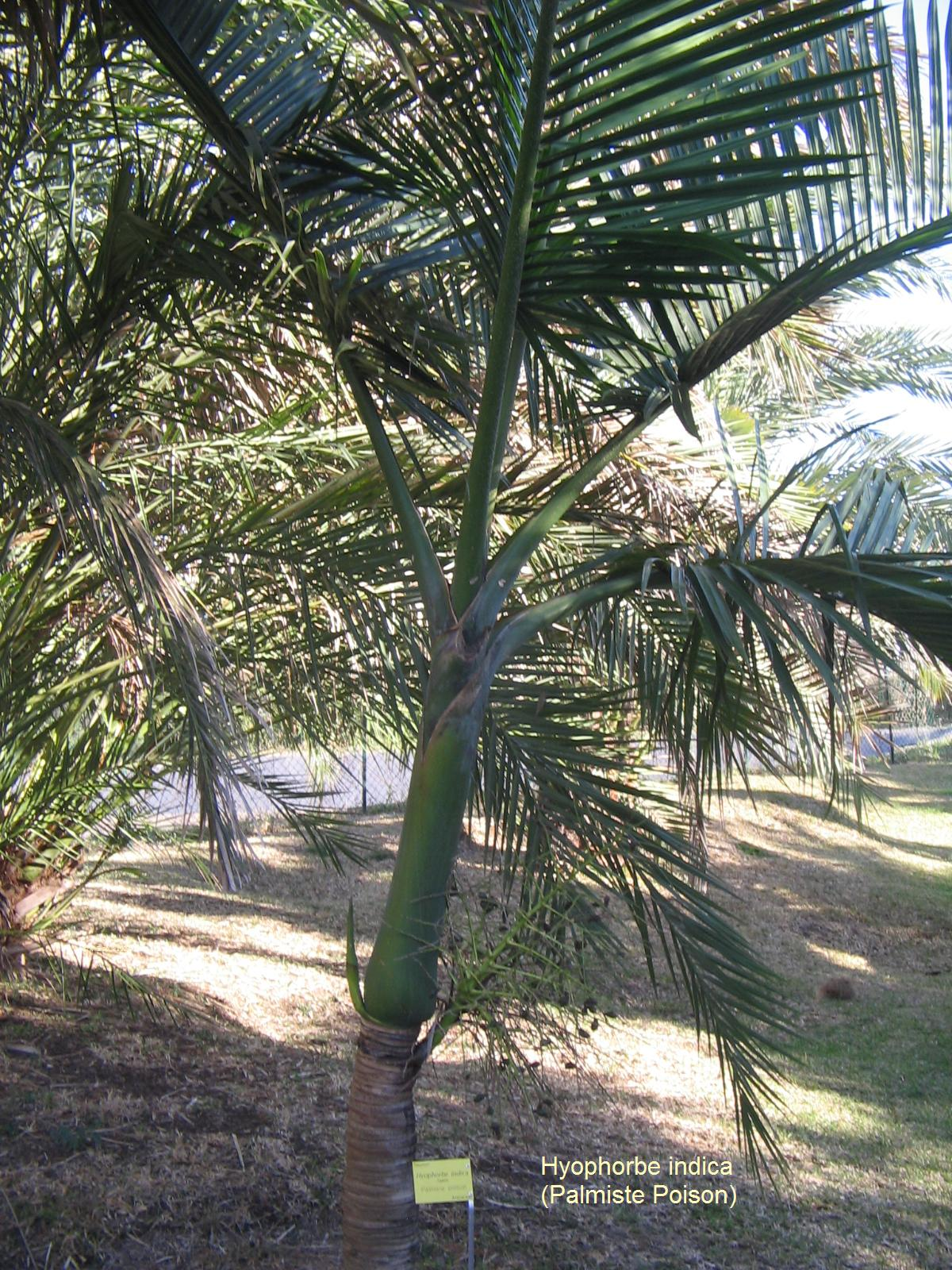